# 格雷库尔
格雷库尔（法語：Grécourt，法語發音：[ɡʁekuʁ]）是法国上法蘭西大區索姆省的一个旧市镇，属于佩罗讷区。2019年，格雷库尔并入市镇翁布勒。

## 地理
格雷库尔（49°43'31"N, 2°59'11"E）面积2.34 平方千米，位于法国上法蘭西大區索姆省，该省份为法国北部沿海省份，北起加来海峡省和北部省，西接滨海塞纳省和大西洋英吉利海峡，南至瓦兹省，东临埃纳省。
与格雷库尔接壤的市镇（或旧市镇、城区）包括：利贝尔蒙、比韦尔希、埃尔舍、埃姆里阿隆、翁布勒。

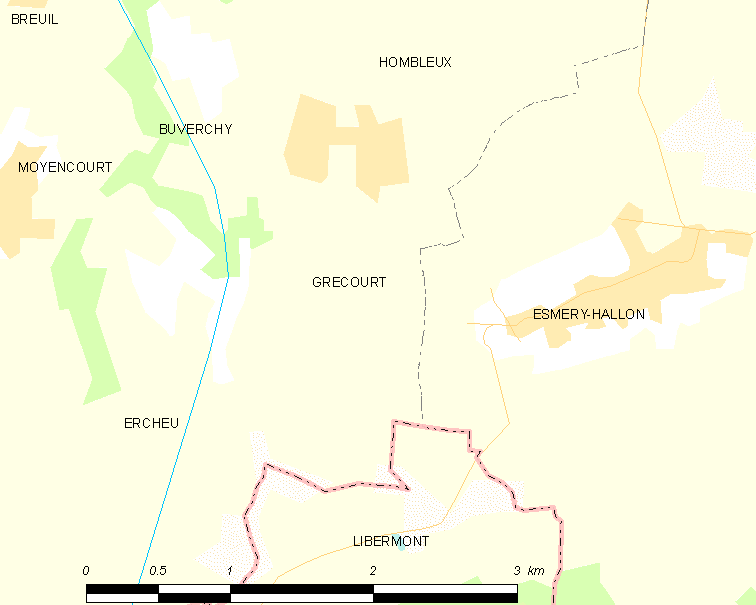
格雷库尔的OSM定位图

格雷库尔的时区为UTC+01:00、UTC+02:00（夏令时）。

## 行政
格雷库尔的邮政编码为80400，INSEE市镇编码为80389。

## 政治
格雷库尔所属的省级选区为阿姆县。

## 人口

1962-2008年间格雷库尔人口变化图示

格雷库尔于2015时的人口数量为20人。